# 709
Năm 709 trong lịch Julius.